# جان بيكار (طيار وكيميائي)
جان بيكار (بالفرنسية: Jean Piccard)‏ كان طيارًا وكيميائيًّا ومهندسًا وأستاذًا جامعيًا أمريكيًّا من أصول سويسرية.

## عائلته
التقى جان بيكار وجانيت ريدلون في جامعة شيكاغو حيث درسها وحصلت على درجة الماجستير، تزوج بيكار جانيت وأنجبا ثلاثة أطفال وهم: جون، وبول ودونالد، وكان لديهم أطفال آخرون بالتبني.

## بالون متعدد الخلايا
طوِّر أول بالون متعدد الخلايا مع جون أكرمان من جامعة مينيسوتا ووجِّه من قبل جان بيكار في عام 1937م في روتشستر بولاية مينيسوتا الأمريكية، وكان أول بالون متعدد الخلايا يسمى The Pleiades وكان مصنوعًا من 98 بالونًا من مطاط اللثى. في رسالة إلى روبرت جراي من شركة Dewey and Almy Chemical Co التي نشرت لاحقًا في مجلة Time.
يصف بيكار كيف كسر البالونات بسكين صيد ومسدس ليتحكم في نزوله. أطلقت عبوة من مادة TNT المجموعة كما كان متوقعًا لكنها أرسلت صوف الخشب المحترق الذي أدى الى تدمير Pleiades الأولى. توقفت أبحاث بيكار عن البالون أثناء الحرب العالمية الثانية. في فبراير 1946 مع أوتو سي فنتسن [الإنجليزية]اقترح جان بيكار رحلة مأهولة إلى البحرية الأمريكية باستخدام بالونات عنقودية مصنوعة من البلاستيك الرقيق. في يونيو، وافق مكتب الأبحاث البحرية على مشروع Helios، وفي ذلك العام تعاقد شركة جنرال هيلز وجامعة مينيسوتا على بناء مجموعة من 100 بالون متعدد الإيثيلين لأبحاث الغلاف الجوي. صُممت Helios لتصل الى 100 ألف قدم لمدة عشر ساعات مع حمولة من الأدوات. 
ساعد جان بيكار فنتسن في تصميم بالونات Skyhook من متعدد الإيثيلين التي حلت محل مشروع Helios في عام 1947م. واستخدمت بالونات Skyhook بلا طيار لأبحاث الغلاف الجوي من قبل البحرية وللرحلات المأهولة  للقوات البحرية الأمريكية. في وقت لاحق طور جان بيكارد إلكترونيات لتفريغ أكياس الصابورة.
توفي بيكار في 28 يناير 1963 في مينيابوليس.